# Списък с епизоди на „Младост 5“
Това е списъкът с епизоди на комедийното импровизационно шоу „Младост 5“ с оригиналните дати на излъчване в България по bTV.
Актьорите са подредени в реда на появяване на сцената.
В колоната „описание“ е написано главната идея за съответната история, казана от Модератора в ефир.

## Първи сезон
| Излъчване                 | Номер | Истории                        | Описание на историите | Участват                                                                                     |
| ------------------------- | ----- | ------------------------------ | --- | -------------------------------------------------------------------------------------------- |
|                           |       |                                | |                                                                                              |
| 15.03.2013; 20:00-21:00   | 01    | Новодомци                      | Иво е софиянец, кореняк. Цял живот е живял в центъра на града, но на родителите му е писнало от него и са го изгонили на квартира. Краси е от Враца и е дошъл в столицата да си търси работа. Понеже и двамата нямат пари са си наели обща квартира. | Краси Радков, Иво Сиромахов, Венета Харизанова, Мариан Бачев, Иван Стоянов                   |
| 15.03.2013; 20:00-21:00   | 01    | Интернет                       | Иво по цял ден е във Фейсбук и се е запознал с англичанин. Той го е поканил на гости, като му е обещал, че ще го запознае с момиче, което иска да се ожени за англичанин.                                                                            | Краси Радков, Иво Сиромахов, Венета Харизанова, Мариан Бачев, Емануела                       |
|                           |       |                                | |                                                                                              |
| 22.03.2013; 20:00-21:00   | 02    | Водопроводни неволи            | Краси е решил да се прави на водопроводчик и да ремонтира сам крановете в банята. Вследствие на което, е направил авария. Те, обаче, са спрели водата на целия блок, но само в техния апартамент има вода.                                           | Краси Радков, Иво Сиромахов, Венета Харизанова, Иван Стоянов, Мариан Бачев                   |
| 22.03.2013; 20:00-21:00   | 02    | Рожден ден                     | Всички са забравили, че Иво има рожден ден, включително и Краси. | Краси Радков, Иво Сиромахов, Мариан Бачев, Венета Харизанова, Иван Стоянов                   |
|                           |       |                                | |                                                                                              |
| 29.03.2013; 20:00-21:00   | 03    | Родилни мъки                   | Един от двамата съквартиранти ще научи, че ще стане баща. Кой е той се разбира по-късно, но първо те трябва да си подредят квартирата, защото е много разхвърляна.                                                                                   | Краси Радков, Иво Сиромахов, Венета Харизанова, Емануела                                     |
| 29.03.2013; 20:00-21:00   | 03    | Чужденец на гости              | Съквартирантите очакват гости. Гост ще им бъде приятел на Иво-чужденец. Затова те трябва да подготвят трапезата за госта като ползват продуктите, които са в хладилника.                                                                             | Краси Радков, Иво Сиромахов, Памбос Агапиу, Венета Харизанова, Иван Стоянов                  |
|                           |       |                                | |                                                                                              |
| 05.04.2013; 20:00-21:00   | 04    | На футболен мач с приятели     | Ще има мач на националния отбор по футбол и съквартирантите ще го гледат заедно с приятели. | Краси Радков, Иво Сиромахов, Венета Харизанова, Мариан Бачев, Иван Стоянов                   |
| 05.04.2013; 20:00-21:00   | 04    | Среща на съученици             | Съквартирантите ще организират събиране на съученици в тяхната квартира по повод годишнина от завършването на училище. | Краси Радков, Иво Сиромахов, Мариан Бачев, Иван Стоянов, Венета Харизанова                   |
|                           |       |                                | |                                                                                              |
| 12.04.2013; 20:00-21:00   | 05    | Временно финансово затруднение | В последните дни съквартирантите са имали непредвидени разходи. Сега те нямат пари, за да си платят наема. Историята започва с това, че двамата пият кафе на закуска.                                                                                | Краси Радков, Иво Сиромахов, Мариан Бачев, Венета Харизанова, Емануела                       |
| 12.04.2013; 20:00-21:00   | 05    | Вирус                          | Иво е хванал вирус и се е разболял. Краси се грижи за него. | Краси Радков, Иво Сиромахов, Венета Харизанова, Мариан Бачев, Емануела                       |
|                           |       |                                | |                                                                                              |
| 19.04.2013; 20:00-21:00   | 06    | Ресторант                      | Съквартирантите са решили да превърнат своята квартира в заведение за хранене. Краси прави инвертаризация на приборите, а Иво разглежда кулинарно списание.                                                                                          | Краси Радков, Иво Сиромахов, Памбос Агапиу, Венета Харизанова, Мариан Бачев                  |
| 19.04.2013; 20:00-21:00   | 06    | Дискретен дом                  | Краси и Иво са временно безработни. Вследствие на което, са решили да изработят малко пари като отварят в своята квартира „дискретен дом“, в който да предлагат различни услуги за дами от всякакви възрасти.                                        | Краси Радков, Иво Сиромахов, Венета Харизанова, Мариан Бачев, Цветелина Грахич, Митьо Пищова |
|                           |       |                                | |                                                                                              |
| 26.04.2013; 20:00 – 21:00 | 07    | Джакпот                        | Краси е играл тото, познал е числата и е спечелил джакпота. Все още обаче не е прибрал печалбата. Двамата се радват за Краси – все пак е спечелил.                                                                                                   | Краси Радков, Иво Сиромахов, Мариан Бачев, Венета Харизанова                                 |
| 26.04.2013; 20:00 – 21:00 | 07    | Екскурзия                      | Краси е намерил евтин ваучер за почивка за двама в Турция. Проблемът е, че трябва да летят със самолет, а Краси много го е страх от самолети. | Краси Радков, Иво Сиромахов, Мариан Бачев, Венета Харизанова, Иван Стоянов                   |
|                           |       |                                | |                                                                                              |
| 03.05.2013; 20:00-21:00   | 08    | Кино                           | | Краси Радков, Иво Сиромахов, Венета Харизанова, Мариан Бачев, Иван Стоянов                   |
| 03.05.2013; 20:00-21:00   | 08    | Млад шофьор                    | Краси току-що е взел шофьорска книжка и е млад шофьор. Двамата с Иво са взели скъпата кола на съседката, за да се повозят, но на връщане Краси блъснал колата в уличен стълб.                                                                        | Краси Радков, Иво Сиромахов, Венета Харизанова, Мариан Бачев, Карла Рахал, Иван Стоянов      |
|                           |       |                                | |                                                                                              |
| 10.05.2013; 20:00-21:00   | 09    | Обрали са вашия съсед          | Обрали са съседа на Краси и Иво. Някой е проникнал у съседа им, ударил го е по главата и когато той се свестил, вижда, че му липсват разни неща. Ранно утро, почивен ден, на Иво още му се спи, а Краси цяла нощ е играл „Angry Birds“ на компютъра. | Краси Радков, Иво Сиромахов, Мариан Бачев, Иван Стоянов, Венета Харизанова                   |
| 10.05.2013; 20:00-21:00   | 09    | Контакти с невидимия свят      | Краси и Иво са решили да спечелят пари, като направят студио за гадаене, в което двамата да работят като екстрасенси. | Краси Радков, Иво Сиромахов, Венета Харизанова, Иван Стоянов, Милко Калайджиев               |
|                           |       |                                | |                                                                                              |
| 17.05.2013; 20:00-21:00   | 10    | Махмурлук                      | Снощи Краси и Иво са се напили и не помнят какво е станало. И двамата се събуждат след тежък запой, а до тях има полугола жена. Те не я познават, а тя не дава признаци на живот.                                                                    | Краси Радков, Иво Сиромахов, Емануела, Мариан Бачев, Венета Харизанова                       |
| 17.05.2013; 20:00-21:00   | 10    | Фитнес мания                   | Краси се е запознал с красиво момиче и я е поканил на гости, но тя му е споделила, че харесва спортен тип мъже. Краси прави гимнастика, а Иво му се подиграва.                                                                                       | Краси Радков, Иво Сиромахов, Венета Харизанова, Мариан Бачев                                 |
|                           |       |                                | |                                                                                              |
| 24.05.2013; 20:00-21:00   | 11    | Не на плътта                   | Краси е чел книгата „Не на плътта“ и е решил да става аскет и да влиза в манастир. Иво е втрещен, защото според него Краси е млад човек и тепърва трябва да се наслаждава на радостите на живота.                                                    | Краси Радков, Иво Сиромахов, Мариан Бачев, Венета Харизанова, Иван Стоянов                   |
| 24.05.2013; 20:00-21:00   | 11    | По съседски                    | Краси и Иво не са на работа и си почиват. Историята започва с това, че двамата искат да играят табла, но не знаят как и си измислят правила. | Краси Радков, Иво Сиромахов, Деян Неделчев, Венета Харизанова, Мариан Бачев, Елена Петрова   |
|                           |       |                                | |                                                                                              |
| 31.05.2013; 20:00-21:00   | 12    | В студ на плаж                 | Станала е голяма авария и двамата съквартиранти нямат парно. В къщата е ужасно студено. Двамата стоят и мръзнат. | Краси Радков, Иво Сиромахов, Венета Харизанова, Иван Стоянов, Карла Рахал                    |
| 31.05.2013; 20:00-21:00   | 12    | Момчешка супергрупа            | Краси и Иво са решили да се хвърлят в музикалния шоубизнес. Историята започва с това, че Иво чете светско списание и коментира. | Краси Радков, Иво Сиромахов, Мариан Бачев, Венета Харизанова, Иван Стоянов                   |
|                           |       |                                | |                                                                                              |